# Nüchterner Raum
Ein nüchterner Raum ist ein in der mathematischen Theorie der topologischen Räume betrachteter Raum, der sich dadurch auszeichnet, dass seine abgeschlossenen, irreduziblen Mengen (siehe unten) einfach zu beschreiben sind. Die  Bezeichnung nüchtern (engl. sober) geht auf M. Artin, A. Grothendieck und  J.Verdier zurück.

## Begriffe
Eine nicht-leere, abgeschlossene Menge {\displaystyle A} eines topologischen Raums {\displaystyle X} heißt irreduzibel, wenn sie nicht Vereinigung zweier echter, abgeschlossener Teilmengen ist, das heißt, ist {\displaystyle A=A_{1}\cup A_{2}} mit zwei abgeschlossenen Teilmengen {\displaystyle A_{1},A_{2}\subset A}, so muss {\displaystyle A=A_{1}} oder {\displaystyle A=A_{2}} sein.
Ein Beispiel ist der Abschluss {\displaystyle A={\overline {\{x\}}}} eines Punktes {\displaystyle x\in X}, denn ist {\displaystyle A=A_{1}\cup A_{2}} wie oben, so muss eine der Mengen {\displaystyle A_{i}} den Punkt {\displaystyle x} enthalten und damit auch dessen Abschluss, das heißt, es folgt {\displaystyle A=A_{i}}.
Im Allgemeinen sind irreduzible Mengen nicht von dieser Form, und wenn sie von dieser Form sind, dann muss der Punkt {\displaystyle x} nicht unbedingt eindeutig sein.
Das motiviert die folgende Definition:

## Definition
Ein topologischer Raum heißt nüchtern, falls jede abgeschlossene, irreduzible Teilmenge Abschluss genau eines Punktes ist.
Das bedeutet genauer: Ein topologischer Raum {\displaystyle X} heißt nüchtern, falls jede abgeschlossene, irreduzible Teilmenge {\displaystyle A\subset X} von der Form {\displaystyle A={\overline {\{x\}}}} mit einem eindeutig bestimmten Punkt {\displaystyle x\in X} ist.
Der eindeutig bestimmte Punkt {\displaystyle x} mit {\displaystyle A={\overline {\{x\}}}} heißt der generische Punkt von {\displaystyle A}.

## Beispiele
- Jeder Hausdorffraum ist nüchtern, denn die abgeschlossenen, irreduziblen Teilmengen sind genau die einelementigen Teilmengen.
- Der zweielementige Raum {\displaystyle X=\{x,y\}} mit den offenen Mengen {\displaystyle \emptyset ,X} und {\displaystyle \{x\}} ist nüchtern, denn {\displaystyle X={\overline {\{x\}}}} und {\displaystyle \{y\}={\overline {\{y\}}}} sind die einzigen abgeschlossenen, irreduziblen Mengen. Dies ist daher ein Beispiel eines nüchternen Raums, der nicht hausdorffsch ist, denn er ist nicht einmal ein T1-Raum.
- Der topologische Raum {\displaystyle X=\mathbb {N} } mit der kofiniten Topologie ist ein T1-Raum, der nicht nüchtern ist. Da neben dem Gesamtraum nur die endlichen Mengen abgeschlossen sind, ist der Gesamtraum zwar abgeschlossen und irreduzibel aber nicht gleich dem Abschluss eines Punkts, das heißt, {\displaystyle X} ist nicht nüchtern.
- Das Spektrum {\displaystyle X=\mathrm {Spec} (R)} eines kommutativen Ringes mit Einselement ist mit der Zariski-Topologie nüchtern. Umgekehrt ist jeder quasi-kompakte, nüchterne Raum von dieser Gestalt.[4]

## Eigenschaften

### T0-Eigenschaft und alternative Definitionen
Nüchterne Räume sind T0-Räume, denn für je zwei verschiedene Punkte {\displaystyle x} und {\displaystyle y} ist wegen der Eindeutigkeitsbedingung obiger Definition {\displaystyle {\overline {\{x\}}}\not ={\overline {\{y\}}}}, das heißt, es ist {\displaystyle x\notin {\overline {\{y\}}}} oder {\displaystyle y\notin {\overline {\{x\}}}}, woraus man leicht die T0-Eigenschaft erhält.
Manche Autoren verzichten in der Definition eines nüchternen Raumes auf die Eindeutigkeitsbedingung und fordern stattdessen die T0-Eigenschaft. Das erweist sich als äquivalent, da die Eindeutigkeitsbedingung aus der  T0-Eigenschaft folgt.
Eine weitere alternative Definition erhält man, wenn man zu Komplementen übergeht und dann die Definitionsbedingung mittels offener Mengen formuliert:
Ein topologischer Raum {\displaystyle X} heißt nüchtern, wenn es für jede echte, offene Teilmenge {\displaystyle P\subset X} mit der Eigenschaft, dass für alle offene Mengen {\displaystyle U,V\subset X} aus {\displaystyle U\cap V\subset P} schon {\displaystyle U\subset P} oder {\displaystyle V\subset P} folgt, ein eindeutiges {\displaystyle x\in X} existiert, so dass {\displaystyle P=X\setminus {\overline {\{x\}}}} gilt.

### Einordnung in die Trennungsaxiome
Da nüchterne Räume nach obigem T0 sind, ist Nüchternheit wie T1 eine zwischen T0 und T2 (Hausdorff-Eigenschaft) gelegene Eigenschaft. T1 und Nüchternheit gestatten keine direkte Vergleichbarkeit, denn nach obigen Beispielen gibt es Räume, die eine der Eigenschaften haben aber die jeweils andere nicht. Wie die folgenden kategoriellen Eigenschaften zeigen, ist Nüchternheit allerdings eher eine Abgeschlossenheitseigenschaft als eine Trennungseigenschaft.

### Kategorielle Eigenschaften und Sobrification
Es sei {\displaystyle {\mathcal {Sob}}} die Unterkategorie der nüchternen Räume in der Kategorie {\displaystyle {\mathcal {T\!\!op}}} aller topologischen Räume. Dann hat der Vergissfunktor {\displaystyle V:{\mathcal {Sob}}\rightarrow {\mathcal {T\!\!op}}} einen linksadjungierten Funktor {\displaystyle S:{\mathcal {T\!\!op}}\rightarrow {\mathcal {Sob}}}, der in der englischsprachigen Literatur „Sobrification“ heißt, was sich sinngemäß mit Herstellung von Nüchternheit übersetzen ließe.
Die Konstruktion des Funktors {\displaystyle S} sieht wie folgt aus. Ist {\displaystyle X} ein beliebiger, topologischer Raum, so sei {\displaystyle S(X)} die Menge aller irreduziblen, abgeschlossenen Teilmengen. Für jede offene Menge {\displaystyle U\subset X} sei
{\displaystyle U^{S}:=\{A\in S(X)\mid A\cap U\not =\emptyset \}\subset S(X)}.
Dann bilden die {\displaystyle U^{S}} die offenen Mengen einer Topologie, die {\displaystyle S(X)} zu einem nüchternen Raum macht. Die kanonische Abbildung
{\displaystyle j_{X}:X\rightarrow S(X),\quad x\mapsto {\overline {\{x\}}}}
ist stetig. Ist {\displaystyle f:X\rightarrow Y} stetig, so sei
{\displaystyle S(f):S(X)\rightarrow S(Y),\quad A\mapsto {\overline {f(A)}}}.
Diese Definitionen machen {\displaystyle S} zu obigem Sobrification-Funktor.
Die oben genannte Linksadjungiertheit zum Vergissfunktor {\displaystyle V} bedeutet folgende universelle Eigenschaft:
Ist {\displaystyle X} ein topologischer Raum und {\displaystyle f:X\rightarrow V(Y)} eine stetige Abbildung, wobei {\displaystyle Y} ein nüchterner Raum sei, so gibt es genau eine stetige Abbildung {\displaystyle {\overline {f}}:S(X)\rightarrow Y}, so dass {\displaystyle f=V({\overline {f}})\circ j_{X}}.
Ist {\displaystyle X} nüchtern, so ist {\displaystyle j_{X}:X\rightarrow S(X)} ein Homöomorphismus, das heißt, der Übergang zu {\displaystyle S(X)} bringt nichts Neues. In diesem Sinne ist die Anwendung des Funktors {\displaystyle S} eine Abschlussabbildung und nüchterne Räume können als die bzgl. {\displaystyle S} abgeschlossenen Räume angesehen werden.